# شن

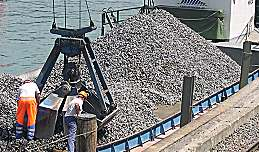
خالی کردن بار شن از یک قایق

شن به سنگ‌ریزه خردتر از ریگ و درشت‌تر از ماسه گفته می‌شود. شن معمولاً در ساحل دریا و رود به راحتی یافت می‌شود. در مهندسی عمران بر اساس طبقه‌بندیِ ASTM به سنگدانه‌های کوچک‌تر از ۷۵ میلی‌متر و درشت‌تر از ۴٫۷۵ میلی‌متر شن می‌گویند. طبق استاندارد طبقه‌بندی متحد خاک شن به دو رده شن ریز و شن درشت تقسیم می‌شود. برای نمونه منظور از ۰۴ و ۰۶ این است که بزرگ‌ترین قطر سنگدانه به ترتیب از ۴ میلی‌متر و ۶ میلی‌متر بیشتر نباشد.